# FAITH (HYDEのアルバム)
『FAITH』（フェイス）は、日本のロックバンド・L'Arc〜en〜Cielのボーカリストで、シンガーソングライターであるHYDEの3作目のアルバム。2006年4月26日発売。発売元はKi/oon Records内に設立した自身の主宰レーベル、HAUNTED RECORDS。

## 解説
前作『666』以来約2年4ヶ月ぶりとなる3作目のスタジオ・アルバム。
本作には、2005年に発表されたシングル「COUNTDOWN」の表題曲と、2006年にアルバムに先行してリリースされたシングル「SEASON'S CALL」の表題曲を含めた10曲が収められている。なお、本作のマスタリングは、前作から引き続きブライアン・ガードナーが担当している。

### 背景
HYDEは前作『666』を発表した後、2004年2月から3月にかけてソロ名義として初のライヴツアー「2004 FIRST TOUR 666」を実施していた。また、同年5月からは本格的に活動が再開されたL'Arc〜en〜Cielでアルバム『SMILE』を引っ提げたツアーを行っていた。このツアーを完遂した後もL'Arc〜en〜Cielの活動が1年間ほど休みなく続いたため、表立ったソロ活動は休止状態となっていた。そして2005年にL'Arc〜en〜Ciel名義で開催した初のアジアツアー「ASIALIVE 2005」を終えてから、HYDEは再びソロワークスを始めることにしている。
今回のアルバム制作は、前作から引き続き、ライヴ活動を主眼に置いた＜動＞のスタイルで行われている。HYDEはアルバム制作を振り返り、「前のツアー（「2004 FIRST TOUR 666」）と同じようなことで、それがもっと進化したものをやりたいって思って」「ライヴでこういう曲をやったらカッコイイんじゃないかなぁとか、やっぱり全部そういう気持ちで作っていましたね」と述べている。
本作においてhydeが手掛けた詞世界は、＜自身の宗教観＞がひとつのテーマとなっている。本作発売当時のインタビューで、音楽ライターの長谷川誠に「なぜアルバムのテーマを"宗教"としたのか」と聞かれた際、HYDEは「実はこれまでもそういうテーマは使ってきたんですけど、あまり伝わってないようだったので、今回はあえてわかりやすい言葉で宗教的な表現、物語を使用したということですね」と述べている。
また、本作に収録された楽曲にのせられた歌詞の中には、2005年にL'Arc〜en〜Cielとして発表したアルバム『AWAKE』のメインテーマである"反戦"に通ずるものも存在する。HYDEは本作発売当時に受けたインタビューの中で、『AWAKE』で綴ったリリックとの関連性について「歌詞に関してはバンドだから、ソロだからという意識の違いはそんなにないんで、基本的には繋がっちゃいますね。ただし、L'Arc〜en〜Cielだと、ここまで宗教ということでテーマを統一しては作らないですね。というのは、このテーマ自体濃いから。メンバーが4人いたら、嫌がる人がいるかもしれない。ひとりだからこそ、ここまでできるという面はあると思います」「今後の未来が明るくあってほしいなっていうのはもちろん望みではあるんで、それは大もとの基本ですね、ラルクのアルバム（『AWAKE』）からの。そのへんの基本は自分の中ではまだ揺らいでない。で、プラスその中に宗教観を入れてみたんですよ」と述べている。

### 録音作業と音楽性
『FAITH』の録音作業は、基本的にアメリカ・ロサンゼルスで行われている。なお、シングル表題曲として発表された「COUNTDOWN」と「SEASON'S CALL」の2曲に関しては、アメリカからミュージシャンやエンジニアを招聘したうえで、日本にてレコーディングされている。また、アルバム収録曲の歌録りも日本で実施されている。HYDEは本作発売当時に受けたインタビューの中で、ロスでのレコーディングを振り返り「ロスで作ったことが功を奏している部分はかなりあると思います。スケジュール的にはハードだったので、もしあれを東京でやってたら、もっとギスギスしたんじゃないかな。向こうでやることでちょっとリゾート感が入りましたね（笑）。最終的に出来上がった音も自分の予想どおりだったので、やったことは間違いないなと思いました」と述懐している。
なお、今回のレコーディングには、前作『666』の制作から引き続き、K.A.Z（Oblivion Dust、ex.Spin Aqua）が参加している。K.A.Zは前作の制作において共同プロデューサー兼HYDEのギターアドバイザーという立ち位置だったが、今回は共同プロデューサー兼ギタリストとしてレコーディングに招聘されている。さらにK.A.Zは、作曲者としてもアルバム制作に参加しており、本作にはK.A.Zに作曲クレジットがついた楽曲が5曲収められることになった。HYDE曰く、前作『666』では「自分でギターを弾くことで成立するライヴ」を想定していたことからダビングを抑えめにしていたというが、今回はK.A.Zにギターを弾いてもらい、ダビングを重ねたことにより「（前作と）アンサンブルは全然違います」と語っている。こういった背景もあり、本作では前作と同様にヘヴィなハードロック寄りの楽曲が集められながらも、立体的なギターサウンドが印象的な作品に仕上げられている。また、K.A.Zにコンポーザーとして参加してもらった経緯について、HYDEは「彼（=K.A.Z）の曲が良いのは知ってたんで、彼の曲を歌ってみたいなって」と述べている。ちなみにK.A.Zは、今回自身が作曲した楽曲を提供したことについて「HYDEのソロではあるんですけど、バンドの一員のような感じで自分を迎え入れてくれたので。それ自体がとてもうれしかったし、自分の曲がアルバムに入ったこともうれしかったです」と述べている。
さらに今回のレコーディングでは、ドラマーとベーシストを海外から選定している。ドラマーはスコット・ギャレット（ex.ザ・ミッション、ex.ザ・カルト）が全曲で参加しており、ベーシストはナイン・インチ・ネイルズやマリリン・マンソンのサポートを務めていたダニー・ローナーと、クレイグ・アダムス（ex.ザ・ミッション、ex.ザ・カルト）の2名が参加している。HYDEはスコットとダニーが参加したロスのレコーディングを振り返り「特にスコットなんかはね、あのドラムの音とテクニックが両立してる人っていうのはなかなかいないなぁって思いましたよ、日本には。ベースのダニーにしても、リズムの取り方が普段、聴きなれない雰囲気があったし」と述懐している。また、レコーディング・エンジニアとして、ナイン・インチ・ネイルズやドープなどの作品の制作に参加していたシーン・ビーヴァンが招聘されている。
本作に収録された楽曲にのせられた歌詞は、前述のように＜自身の宗教観＞をテーマにしたものが多い。HYDEは自身の宗教観を見つめ直すことにした経緯について「元々、宗教関係の建物とかね、絵とか、昔から好きだったんで、基本はその部分なんですけど、『666』の（ツアーの）ときにね、（ステージのバックで）キリストをしょってたっていうイメージがやっぱり根本にあって。今回、詞を書くにあたって、じゃ一回突き詰めてみようっていうのはありましたね。自分の宗教観とかを」と述べている。なお、HYDEは今回自身の宗教観を見直すにあたり、宗教に関連する本などを読んでいたという。HYDEは今回の作詞作業を振り返り「一つひとつは難しい問題だと思うんですが、僕が今回表現したのは子供でもわかること、子供でも"あれっ？"て思うようなことなので、書くうえで迷いはなかったですね。もちろん書いていくのは決して簡単な作業ではなかったですけど。宗教に関する資料もかなり読みました」と述懐している。さらにHYDEは、今回綴ったリリックに関し「自分の考えを押しつけるつもりはないんですよ。結論を出している曲もありますけど、疑問で終わってる曲もあって。そこが味というか。僕は宗教を信じていないけれど、だからといって、宗教がダメだといっているわけではなくて。それによって、救われている人もいるだろうし、そこには答えはないなと。ただし人としてどうあるべきなのかは、つねに問いかけていくべきなんじゃないかと考えているので、その辺りを感じてもらえたらと思っています」「宗教がすべてを惑わしてるところもあったりすると思うし、逆に宗教によって救われてる部分もいっぱいあると思うし。無宗教な人間から見た、そういう宗教が持っているおもしろい部分をいろんな角度からみていった感じですね」と述べている。
また、今回の作詞作業においてHYDEは、独特の抽象的な表現だけでなく、具体的あるいは直接的な表現をあえて使うようになっている。今回歌詞の中に直接的な表現を増やした経緯について、HYDEは「ラルクとかでも常に（自分の宗教観を）匂わせてはいたんですけど、一回、何かのインタビュー受けたときに僕がそういうこと言ったら、それを理解してない人がいたんですよ。"ラルクの中に宗教的な曲あったっけ？"みたいな雰囲気で捉えてる人がいて。そのときに"あ、俺ってやっぱりそうやってずっとお茶を濁した詞を書いてきたから、伝わらないことっていっぱいあるんだなぁ"と思って。なので今回は逆に、過去の詞が蘇るくらいにわかりやすく、歌詞を一回突き詰めてみようかなって思ったんです」「勘違いされると困るな、とは思いますね。例えば中には一見悪意を望んでいるような詞があったりするけど、それも決して望んでいるわけではなく、望むとどうなるか分かるよね？っていう意味で書いているから。だから、そういうのを間違って理解してほしくはないなって思います。結構ね、中途半端に理解されるべきもんだとは思うんですよ。歌詞なんて、いちいち説明してたらカッコイイわけないし、だけど、そこにちゃんとした理解があってほしいなとは、思うようになってきました。ただ、ちゃんと理解してほしいからといって、いいことばかり書いてもカッコイイものができるとは思わないんですよ。いいことも悪いことも含めて表現するのが、アーティストとして当然のことだと思ってるから。いいことだけ言って、いい人に思われたいわけでもないしね」と述べている。なお、今回の作詞作業は、前作と同様に、HYDEと訳詞家のリン・ホブデイもしくはAnis（MONORAL）がディスカッションしながら進められている。
上記のようなHYDEの思いもあり、今回のアルバムに付属する歌詞カードには、英詞部分の対訳が付けられている。HYDEは本作発売当時に受けたインタビューの中で、今回日本語訳をつけたことについて「今回は英語自体もね、できる限りわかりやすい言葉遣いを目指して書いていたし、さらに英語わかんない人にも理解してもらおうっていうことで、今までにない試みとして訳をつけたんです」「海外のアルバムの日本盤買っても絶対、訳がついてるじゃないですか、古いやつ以外は（中略）なのに日本人のアーティストが出したときは対訳がついてないっていうのがね、おかしいなって（笑）」と述べている。
このように、本作はHYDEの思想や想いが直接的な表現で綴られたロックアルバムに仕上げられることとなった。ディレクターを務めた中山千恵子は音楽雑誌『R&R NewsMaker』のインタビューの中で、本作の印象について「80'sの音楽、根本の好きな音楽のフレイヴァーがすごく活かされていると思う」「『666』のときに表現したかった背徳の囁きっていうか、ちょっと悪魔的なものっていうのが今回の作品では耽美方面と合体しているので、それがすごく世代的にもハマッたというか。自分の好きだった方向っていうものが2006年に蘇ったみたいな感じですね」と述べている。
なお、HYDEはアルバムレコーディングの当初から「K.A.Zとのユニット」のようなかたちで楽曲制作を進めていきたいと考えていたという。そして、本作で採用した「HYDEが作詞を担当し、HYDEとK.A.Zの2人が作曲を手掛ける制作スタイル」は、2008年に結成されるロックユニット、VAMPSに引き継がれることになる（VAMPSの詳細な活動は『VAMPS#概要』を参照）。なお、HYDEはVAMPSを始動した2008年に受けたインタビューの中で、VAMPSを結成した経緯について「いろいろなタイミング、要素が重なっているんですけど、実は前回のアルバム（アルバム『FAITH』）から、今やっているようなスタイルは出来上がっていたんですよ。ただ、今後もこれまでと同じように“HYDE”っていう名前でやるのは無理があった」と語っている。

### アルバムタイトル、アートワーク
アルバムタイトルには、前作『666（＝悪魔の数字）』とは正反対のイメージを持つ『FAITH（＝信仰）』という単語が付けられている。HYDEはタイトルを決めた経緯について「もともとは狙いではなかったんですけど、当然僕もそのこと（＝前作と正反対のイメージのあるアルバムタイトルであること）にすぐに気がついて。まぁ、それはそれでいいか。黒と白という感じで、と。両方とも、要は僕の好きなものなんですよ。悪魔的なものも神的なものも」と述べている。
ただ、HYDEは前作との対比を当初意図していたわけではないようで、「前回の『666』は、全然音楽性とは関係なく、好きなワードからタイトルを選んだんですね。だから、今回もそうしようと思っていたんですけど、思い浮かばず（笑）、じゃあ、アルバムに沿ってと考えた時に、表裏一体というかね。そういう感じになってしまいました」と本作発売当時に受けたインタビューの中で語っている。
ちなみにアルバムジャケットは、HYDEと親交の深い画家・金子國義が手掛けている。

### リリース形態
フィジカルは、初回限定盤 (CD+DVD) と通常盤 (CD) の2形態で発売されている。初回盤には「COUNTDOWN」と「SEASON'S CALL」のミュージック・ビデオを収めたDVDが同梱されている。
余談だが、HYDEが本作までにソロ名義で発表したスタジオ・アルバムの初回盤の規格品番は、すべてぞろ目となっている。ただし、2019年に発表した次作『ANTI』以降の規格品番は、HYDEが主宰するレーベル、HAUNTED RECORDSではなく、Virgin Musicからリリースされたため、ぞろ目になっていない。

## 評価

### 批評
- アレクセイ・エレメンコはデータベースサイトのオールミュージックにて、アルバムにU2の雰囲気があることに加え、楽曲構成は「ミューズとユーロメタルのハイブリッドをのように感じられる[13]」と評している。また、「デヴィン・タウンゼンドやダン・スワノのデスメタル以外の作品を彷彿とさせ、ヴァース‐コーラス形式をあまり気にしない強烈な多層の重いリフと、シンセのテクスチャの精巧なブレンドだ[13]」「このアルバムは、素晴らしい作詞作曲を備え、焦点を絞ったフック満載のアルバムとなっており、多くのロックボーカリストのひとりよがりなプロジェクトとは差別化されている[13]」と評している。

### チャート成績
- 本作発売初週となる2006年5月8日付のオリコン週間アルバムチャートにおいて、週間2位を獲得している。

## 収録曲
| #         | タイトル           | 作詞      | 作曲      | 編曲        | 時間  |
| --------- | ------------------ | --------- | --------- | ----------- | ----- |
| 1.        | 「JESUS CHRIST」   | HYDE      | HYDE      | HYDE, K.A.Z | 4:13  |
| 2.        | 「COUNTDOWN」      | HYDE      | HYDE      | HYDE, K.A.Z | 4:06  |
| 3.        | 「MADE IN HEAVEN」 | HYDE      | HYDE      | HYDE, K.A.Z | 3:43  |
| 4.        | 「I CAN FEEL」     | HYDE      | K.A.Z     | HYDE, K.A.Z | 5:09  |
| 5.        | 「SEASON'S CALL」  | HYDE      | K.A.Z     | HYDE, K.A.Z | 5:25  |
| 6.        | 「FAITH」          | HYDE      | K.A.Z     | HYDE, K.A.Z | 4:41  |
| 7.        | 「DOLLY」          | HYDE      | K.A.Z     | HYDE, K.A.Z | 3:35  |
| 8.        | 「PERFECT MOMENT」 | HYDE      | HYDE      | HYDE, K.A.Z | 4:33  |
| 9.        | 「MISSION」        | HYDE      | HYDE      | HYDE, K.A.Z | 5:18  |
| 10.       | 「IT'S SAD」       | HYDE      | K.A.Z     | HYDE, K.A.Z | 4:27  |
| 合計時間: | 合計時間:          | 合計時間: | 合計時間: | 合計時間:   | 45:10 |

## 楽曲解説
1. JESUS CHRIST
  - 作詞: HYDE / 作曲: HYDE / 編曲: HYDE, K.A.Z

アルバムの幕開けを飾る、信仰心のある人物をめぐる物語を綴ったロックナンバー。アルバムのメインテーマに据えた"HYDEの宗教観"が垣間見えるリリックとなっており、作曲を担当したHYDEは、この曲について「いちばんキーになる曲[14]」と述べている。なお、HYDEはアルバム制作の当初から、この曲を1曲目にする想定でいたという[2]。
HYDEは本作発売当時に受けたインタビューの中で、この曲の制作イメージについて「リフが曲作りのけっこう最初の頃にできてた[1]」「前のツアー（「2004 FIRST TOUR 666」）でキリスト像をバックにしていたんですけど、それに似合う曲が欲しかったんです[14]」と述べている。また、共同プロデューサーのK.A.Z（Oblivion Dust）はレコーディングを振り返り「教会で祈っているようなイメージがある曲で精神世界っていう言葉がピッタリ。カオスも感じるので、ギターも、すごくかきむしりながら弾きました[7]」と述懐している。
なお、この曲には三柴理（THE金鶴、特撮、ex.筋肉少女帯）によるピアノの音が取り入れられている。このピアノのフレーズは、HYDE曰く、共同プロデューサーであるK.A.Zが打ち込んだものをそのまま採用し、三柴に弾いてもらったという[2]。
この曲の制作を振り返り、HYDEは「この曲のイメージをこの1年くらい掘り下げていたところがあって、実際、この曲自体、つくるのにかなり時間がかかったんですよ[12]」「こういう曲でライブを始めたいなってことはずっと想像していたので、この曲が必然的に幹にはなっていましたね[12]」と述懐している。
歌詞は、宗教を信じている主人公をめぐる物語が綴られているが[2]、HYDEは「何かしらの矛盾を描いていきたかった[2]」と述べている。なお、K.A.ZはHYDEが綴った歌詞の印象について「とても好きな曲[7]」「歌詞を読んだ時、泣きそうになりましたよ[7]」と述懐している。
2. COUNTDOWN
  - 作詞: HYDE / 作曲: HYDE / 編曲: HYDE, K.A.Z

2005年10月に6thシングルの表題曲として発表された楽曲。
ヘヴィかつダイナミックなロックナンバー。この曲は、映画『ステルス』の日本語版テーマソングに使用されているが、作曲を担当したHYDE曰く「サウンドのイメージは映画『ステルス』のテーマソングという話が来てから、見えてきた[2]」と述懐している。
HYDEはこの曲の制作イメージについて「自分が映画の音楽監督になったつもりで、どういう曲がエンディングに流れるとカッコ良いのかを考えて作りました[4]」と述べている。また、共同プロデューサーのK.A.Z（Oblivion Dust）は、この曲の制作を振り返り「映画『ステルス』で使われたこともあって、戦闘機の振動やスパークするようなスピード感を出そうと思いましたね[7]」と述べている。
歌詞は、"人類が自らの手で作りあげたものによって破滅に向かっていく"というストーリーが基になっている。HYDEはこの曲の歌詞について「地球自体が最後の段階に向かっていて、そのカウントダウンはもう始まっている、人類はこのままでは滅亡するのは間違いないのに、なんの対策を講じようともせずに、ひたすら欲に溺れ続けているというテーマで書いていきました[2]」と述べている。なお、曲中英語で「13...12..11..」と連呼する場面があるが、「13」からはじまる理由についてHYDEは「単純に僕が13という数字が好きだから[2]」と語っている。
3. MADE IN HEAVEN
  - 作詞: HYDE / 作曲: HYDE / 編曲: HYDE, K.A.Z

強い皮肉で綴られた歌詞がのせられた、タイトかつソリッドでダンサンブルなロックナンバー[2]。HYDE曰く「ライヴハウスでやったときに盛り上がる曲を作りたいなと思ってギター・リフから作っていった曲[2]」だという。
歌詞は皮肉に満ちた内容になっているが[2]、HYDE曰く「神が人間を作ったのだとしたら、なぜこんなにも悪いことばかり起こすのかという疑問」がきっかけとなり綴っていったという[2]。HYDEはこの曲の歌詞のイメージについて「堕落への勧誘的な意味合いがありますね[14]」「キリストの"救済"。それが一向に起こらないのは堕落が足りないからじゃないか。そういう皮肉です（笑）[14]」と述べている。
4. I CAN FEEL
  - 作詞: HYDE / 作曲: K.A.Z / 編曲: HYDE, K.A.Z

ループするフレーズのうえで歌とギターで場面転換していくミディアム・ナンバー[7]。作曲を担当したK.A.Z（Oblivion Dust）は、この曲について「ループの気持ちよさをすごく感じる、UKの雰囲気の曲[7]」と語っている。HYDEはこの曲をアルバムに入れることにした理由について「ライブでは、激しい曲も気持ちいいけど静かな曲も気持ちいい。その両極端なものがあるのが、自分の中でいちばん好きな形式なんだろうなと思った。そう考えた時、静かな曲がほかに1曲だけだったので、この曲を入れることにしたんです[14]」と述べている。
HYDEは制作を振り返り「最初はもっと幻想的だったんですが、強力なリズムを入れていって、ちょっと違ったテイストを加えたアレンジにしてみました[15]」と述べている。なお、当初リズムを打ち込みのみにするプランもあったというが[15]、HYDEの「ライブで栄える曲にしたかった[15]」「ドラマーが休憩するのではなくて、ちゃんと参加できる曲にしたい[15]」という思いもあり、生ドラムも録音されている。
歌詞は、HYDE曰く「愛に溢れた感じで書いた」という[2]。なお、HYDEは2012年に発表した自叙伝の中で「周りのいつもの風景がとても愛おしく感じられるようになってきた。その感覚はL'Arc〜en〜Cielの「ALONE EN LA VIDA」の歌詞に書いたり、HYDEソロの「I CAN FEEL」とか、その頃の作詞の核になってる[16]」と綴っており、この頃に作詞の面で心境の変化があったことを示唆している。
5. SEASON'S CALL
  - 作詞: HYDE / 作曲: K.A.Z / 編曲: HYDE, K.A.Z

2006年2月に7thシングルの表題曲として発表された楽曲。
メロディアスで爽やかなロックナンバー。作曲を担当したK.A.Z（Oblivion Dust）は、この曲の印象について「爽快で透明感があるんだけど、人間の感情のような色彩感もある、すごく表情をもっている曲[7]」と述べている。
HYDEは制作を振り返り「K.A.Zが作ってきた中の1曲で、当初から凄く雰囲気は良かったんですよ。それを聴いた瞬間に別のメロディが浮かんできて、それを歌ってみたらもっと良くなったりして。アレンジを2人でしながら、そういうことの繰り返しで出来上がりました[5]」と述べている。
歌詞は、HYDE曰く「ラブ・ソング[15]」だというが、「一般的なラブ・ソングと明らかに違っていると思います[15]」「現実的な恋愛の歌詞は書けない。というか、書く気もないです[15]」と語っている。
また、この曲がアニメ『BLOOD+』のオープニングに使用されるにあたって、HYDEは作詞作業の際に同アニメの資料を読んだという[15]。HYDEは作詞作業を振り返り「脚本を読んで、ストーリーを理解した上で書いていきました。ドラキュラ好きなんで、こういう話は大好きだなあと思いながら[5]」「歌詞にはアニメのストーリーが持っている根本的な愛の部分だったりを、反映させた感じです[5]」「自分なりに物語を解釈して、主人公が思うであろうこと、僕が思うこと、この曲自体が持っている雰囲気とを自分の中でミックスして、形にしていきました[15]」と述べている。
6. FAITH
  - 作詞: HYDE / 作曲: K.A.Z / 編曲: HYDE, K.A.Z

陰影のあるメロディと[15]、壮大に広がっていくようなドラマティックな構成が印象的な楽曲[15]。作曲を担当したK.A.Z（Oblivion Dust）は、この曲の印象について「エンディングに近づくにつれてストリングスを入れたりして雰囲気を盛り上げているし、HYDEの歌にも深い意味を感じる。だから、悲しさが残りつつ強さも感じると思います[7]」と述べている。
HYDEは制作を振り返り「メロディはK.A.Zが作ってきたんですが、聴いた瞬間にもう完成されてると思ったんで、僕自身はほとんどアイデアを出さなかったですね[15]」と述べている。
歌詞は、HYDE曰く「キリストの最後の瞬間を想像しながら書いた[14]」という。HYDEは、この曲の歌詞について「認識の違いでさまざまな宗教ができあがっていったんでしょうけど、彼（＝キリスト）がやりたかったのは、きっともっと単純なことなんじゃないかと思ってた。その純粋な部分をうまく言いたかった[14]」「彼（＝キリスト）がそのときに抱いていた純粋な思いと現代における彼の思想の解釈のされ方の間には隔たりがあるんじゃないかなって。この曲の歌詞は元々の彼の純粋な気持ちを言葉にしてみたいと思ったことがきっかけで作りました[15]」と述べている。
なお、HYDEはこの曲の歌詞を書くにあたり、いろいろな資料を読んだという[15]。HYDEは作詞作業を振り返り「表からだけじゃなく、裏からも調べたりもしたし、否定派、肯定派、両方の視点が交わる部分に真実があるんじゃないかという判断をもとにして、組み立てていったりしました[15]」と述懐している。
ちなみにこの曲のタイトルは、アルバムタイトルと同名のものが採用されているが、HYDE曰く、これはアルバム制作の最後に決まったという。HYDEは本作発売当時に受けたインタビューの中で、この曲のタイトルを決めた経緯について「この曲は最後にタイトルをつけたんですよ。なので、アルバムタイトルが決まった後につけました。この曲は、ある意味、このアルバムをすごく象徴してるなぁと思ったので、アルバムの冠つけてもいいかなって[3]」と述べている。
7. DOLLY
  - 作詞: HYDE / 作曲: K.A.Z / 編曲: HYDE, K.A.Z

ノイジーでラウドなヘヴィ・ロック。作曲を担当したK.A.Z（Oblivion Dust）は、この曲の印象について「アルバムの中でいちばんヘビーな曲。すごくダークサイドなんだけど、そのヘビーな感じがギターを弾いていて気持ちいい。サビの最後のスネア連打で畳みかける部分は楽しい[7]」と述べている。
HYDEは制作を振り返り「もともとのリフを再現するには7弦ギターを使わなきゃいけなかったんだけど、それには抵抗があった。それでアレンジしまくったのに結局気に入らなくて、7弦ギターを弾くことにしました[14]」と述べている。
歌詞は、HYDE曰く「現代に対するちょっとした疑問[14]」だという。また、タイトルおよび歌詞の内容は、1996年に人工的に生み出だされたクローン羊のドリーが題材となっている。HYDEはこの曲の歌詞について「このまま科学や文明を進歩させていくと、いろんな矛盾が出てくると思うんですが、クローン羊のドリーはその象徴かなと思ったんですよ。ドリーのことは前から一度文章にしたいと思っていたんですが、曲を聴いた瞬間に、そのことが呼び出されたので、形にしていきました[15]」と述べている。
なお、この曲の中盤には、リン・ホブデイによるドリーの視点での語りが挿入されている[15]。HYDEはこのドリーの視点について「かなり怖い感じに仕上がっていると思います[15]」と述べている。
8. PERFECT MOMENT
  - 作詞: HYDE / 作曲: HYDE / 編曲: HYDE, K.A.Z

アルバムの中で異色のしっとりとしたミディアム・ナンバー[7]。作曲を担当したHYDEは、この曲について「ライブの中でテンションを落としてやる時に気持ちいい曲を目指してつくった[14]」と述べている。なお、HYDE曰く、この曲のデモはアルバムに向けた曲作りの中で最後に出来たもので[14]、スタジオに籠って一人で作っていたという[14]。こういったエピソードがあったことから、仮タイトルは「HYDE ONESELF」と付けられていた[14]。
HYDEはこの曲の仕上がりについて「ライブで激しい曲の間で、こういう曲をやったら、気持ちいいだろうなというサウンドをめざして作っていきました。前のアルバムで言うと、「UNEXPECTED」のような位置にある曲ですね。あの曲のクリーンで繊細な音を絡み合わせた世界をライブハウスの汗だくの状況で奏でるのがすごく気持ち良かったので[15]」と語っている。また、共同プロデューサーのK.A.Z（Oblivion Dust）は、この曲の印象について「個人的に、この感じはとても好き。空気がすごく漂っている歌やギターのキレイなアルペジオ。それを感じてもらいたい[7]」と述べている。
歌詞は、HYDE曰く、自身が実際に感じた「人の営みの中で発見した"楽園"」を書いたという[15]。HYDEはこの曲の歌詞のイメージについて「「I CAN FEEL」と同じ題材を違う角度から描いている作品でもあります。ただし、この曲のほうが精神的というか、宗教的かもしれない[15]」「僕は死が訪れると、そのあとはないと思っているんですよ。良い行いをした人が天国に行くとかそういうこともないだろうと。だからこそ、みんな、一生懸命、この世界で生きようとしてるんじゃないか、天国はないけれど、この世界の中でそれと同等の楽園を手に入れることは可能なんじゃないか、ということが言いたかった[15]」と述べている。
9. MISSION
  - 作詞: HYDE / 作曲: HYDE / 編曲: HYDE, K.A.Z

アコースティック・ギターのカッティングから始まる[15]、躍動感あるグルーヴが印象的なダンサンブルなロックナンバー[15]。作曲を担当したHYDE曰く、この曲は「みんなで歌って踊って揺れる曲を目指して、歌詞も曲もつくった」という[14]。印象的なアコギのフレーズは、HYDEの思い付きで入れられたもので、急遽録ることが決まったため、HYDEがアメリカ・ロサンゼルスで購入したアコギが録音作業で使われることになった[15]。共同プロデューサーのK.A.Z（Oblivion Dust）は、この曲の印象について「ダンスできるような曲で、HYDE、こういう曲も書くんだって意外でした[7]」と述べている。
歌詞には、＜Music's breaking down down all the barriers（防壁を壊す音楽）＞や、＜Where music will guide us, guitars instead of guns（音楽に導かれ 銃をギターに変えて）＞といった平和への想いを綴ったようなフレーズが登場する。HYDEはこの曲の歌詞について「ライブで一緒に盛り上がりたいという部分と、平和になって、みんながひとつになれたらなという願いを込めて、その2つをゴチャ混ぜにした内容になった[15]」と述べている。
10. IT'S SAD
  - 作詞: HYDE / 作曲: K.A.Z / 編曲: HYDE, K.A.Z

サウンド、リリックともに攻撃的な重低音の効いたロックナンバー。HYDE曰く、平和への想いを綴った前曲「MISSION」と、人間の愚かさを綴ったこの曲のどちらをアルバムの最後に配置するか悩んだという[2]。HYDEはこの曲を最後に持ってきた理由について「本当はそこ（前曲「MISSION」と「IT'S SAD」）を入れ替えたほうが流れとしては美しいんですけど、ピースフルな感じでは終わらせたくなかったんですよ。もっとぶっちぎれて終わりたかった。最後までどうするか迷ったんですが、結局、それを通しました[2]」と述べている。
作曲を担当したK.A.Z（Oblivion Dust）は、この曲の制作を振り返り「とても攻撃的な曲[7]」「爆音でノイズも入ってというイメージの曲で、ものすごい勢いで振動している風景が目に浮かびました[7]」と述べている。なお、この曲は2つの曲をひとつにまとめていき制作されたという[15]。
歌詞は、HYDEの「人間ほど残酷で悪魔みたいな存在はほかにはいないだろう[15]」という思いがテーマになっている。なお、HYDEはこの曲の歌詞のイメージについて「僕の基本になっていることが、具体的に表現された感じです[14]」「漫画の『デビルマン』と同じような内容の歌詞になっていると思います[15]」と述べている。

## 初回限定盤特典DVD
1. COUNTDOWN
Directed by 小島淳二 (teevee graphics)
Photographer：Kazuhiro Yoneda
Stylist：高見佳明
Hair & Make-Up：荒木尚子（Octbre.）
Production Producer：Shinya Kishiro（ROBOT）
Plannning & Art Direction：Koichi Matsuoka（DENTSU）
Directed by DENTSU & ROBOT
2. SEASON'S CALL
Directed by Christian Swegal
Director of Photography：Stoeps Langensteiner
Stylist：高見佳明
Hair & Make-Up：荒木尚子（Octbre.）
Production Producer：Takao Saiki（SIZE）, Steven Johnson（Factory Features）, George Tetsumoto（SIZE）
On-Line Editor：Kim Kyung Tae

## クレジット
- All Songs Produced & Arranged by HYDE, K.A.Z
- All Words by HYDE
- Music by HYDE (Tr.1,2,3,8,9), K.A.Z (Tr.4,5,6,7,10)
- Vocal：HYDE
  - K.A.Z：Guitar, All Programming
  - スコット・ギャレット：Drums
  - ダニー・ローナー：Bass (on Tr.1,3,4,6,7,8,9,10)
  - クレイグ・アダムス：Bass (on Tr.2,5)
  - 三柴理：A.Piano (on Tr.1)
  - Lynne Hobday：Voice (on Tr.7,10)
    - Pre-Production：斎藤仁
    - Guitar Technician：Gavin Menzies, Kazutaka Minemori（MASTERTONE）, Boot
    - Drum Technician：Jason Brunk（Drum Fetish）, Jon Nicholson（Drum Fetish）, Kenji Tetsumoto
    - English Translation：Lynne Hobday (Tr.1,3,4,6,7,8,9,10), Anis (Tr.2,5)

[Produce & Mastering]
- Recording Engineer：シーン・ビーヴァン, 近藤圭司, 種村尚人, 齊藤隆之
- Assistant Engineer：Orland Joe Jr., Masahiro Shimbo, Takeshi Nakada, Jun Shoji, Hanae Saito
- All Songs Mixed by シーン・ビーヴァン
- Mastered by ブライアン・ガードナー（英語版） (Bernie Grundman Mastering, Hollywood)

[Artwork etc]
- Oil Painting by 金子國義
- Art direction & Design：Motiki Ohashi (Sony Music Communications)
- Photography：Osami Yabuta, Pamera Littky, Kouichi Kobayashi
- Styling：高見佳明
- Hair & Make-Up：荒木尚子（Octbre.）
- A&R Producer：中山千恵子 (Sony Music Entertainment)
- Director：Hideki Kokumai (Ki/oon Records)
- A&R：Yoshihiro Hagihara (Ki/oon Records)
- Artist Promotion：Kenichi Hirose, Masahito Ishikawa, Yuki Ishida, Shunsuke Arita, Atsuya Iwasaki, Yukiko Yamazaki, Kazunori Sakamoto, Tomomi Koyama, Kaeko Shimamura, Katsuma Kanbe, Yoshiki Katsuragi, Sayaka Okuno, Shiho Sasaki, Satoshi Seki, Izumi Okamura, Shigeki Mori (Ki/oon Records)
- Sales Promotion：Keitaro Hayashi, Hiroki Akagawa, Minori Katayama（Sony Music Distribution）
- Artist Management：福島清志, Atsushi Fujiwara (THEO)
- Session Coordinate in L.A.：Jun Umemoto
- Session Coordinate in Japan：Tom Tao
- Executive Producer：中山道彦 (Ki/oon Records)
- Special Thanks：Shannon O'Shea, Yaz Noya, Takahiro Tamaya (Musette Japan), Brett Allen, Curtis Laur, Uwe Salwender (Salwender International), Juliet & Chelsea Beavan

## タイアップ
| 年     | 楽曲          | タイアップ                                                                       |
| ------ | ------------- | -------------------------------------------------------------------------------- |
| 2005年 | COUNTDOWN     | ソニー・ピクチャーズ・エンタテインメント配給映画『ステルス』日本語版テーマソング |
| 2006年 | SEASON'S CALL | MBS・TBS系アニメ『BLOOD+』第2期オープニングテーマ                                |